# Fusine (Italia)
Fusine (AFI: /fuˈziːne/; Füsíni in dialetto valtellinese) è un comune italiano di 552 abitanti della provincia di Sondrio in Lombardia.
È situato a sud-ovest del capoluogo.

## Società

### Evoluzione demografica
Abitanti censiti